# ジャガーノート (映画)
『ジャガーノート』 (Juggernaut) は、1974年に公開されたイギリス映画。荒れ狂う北大西洋を進む豪華客船にメガトン級の爆弾が何者かによって仕掛けられたことから起こるサスペンス作品。

## あらすじ
1200人の乗客を乗せた豪華客船“ブリタニック”号が荒天の北大西洋の半ばを航海しているとき、船主でありロンドン在住のニコラス・ポーター専務（イアン・ホルム）に、アイルランド訛りでインドの古代神“ジャガーノート”を自称する人物から、ブリタニック号に7つのアマトール爆弾を仕掛けたと言う脅迫電話が入る。
ジャガーノートはブリタニック号の身代金として、夜明けまでに50万ポンドを支払うことを要求する。事件を知った政府、イギリス軍、警察はテロに屈することなく、ファロン中佐（リチャード・ハリス）率いるイギリス海軍の爆発物処理チームをブリタニック号に派遣した。
その一方で、スコットランドヤードのジョン・マクロード警視（アンソニー・ホプキンス）は捜査班を率いて爆弾設計のプロ46人を容疑者として捜査を進める。
荒れる海のため処理チームの1人が乗船に失敗し死亡する。処理チームは船内に仕掛けられた爆弾を発見し解体処理に着手するが、爆弾はブービートラップの塊。ファロンが最も信頼する部下のチャーリー（デヴィッド・ヘミングス）を含め、3人が爆死してしまった。
爆弾正面の穴から見えた配線や回路は全てブービートラップであり、本物の制御回路は側面に巧妙に隠されていた。解体作業中のファロンは、この爆弾と第二次大戦中に出会った巧妙な地雷の共通点を思い浮かべていた。その地雷を作った男は既に死亡していたが、当時の上官バックランド（フレディ・ジョーンズ）だけは、その地雷を知っていた。同じ頃、マクロードもバックランドを犯人と断定し取調べを行っていた。
夜明けまであと2時間、ファロンの前には最後の赤のリード線と青のリード線が残された。ファロンはバックランドを対策本部のマイクの前に呼ぶことを要求。爆発まであと数分になったとき、ファロンの説得に応じたバックランドは青のリード線を切ることを命じた。しかしファロンはバックランドの態度から、“青”は嘘だと気づく。ファロンの持つニッパーがリード線を断つ。「赤だ! 赤を切れ」。ファロンは残った部下に命じ、部下も従った。
無事にブリタニック号は夜明けを迎え、目的地に向けて動き始めた。疲労困憊で座り込むファロンから「俺がチャンピオン」と鼻歌が流れ出る。

## キャスト
| 役名                     | 俳優                   | 日本語吹替 |
| 役名                     | 俳優                   | TBS版 |
| ------------------------ | ---------------------- | --- |
| トニー・ファロン         | リチャード・ハリス     | 森川公也 |
| アレックス・ブルネル船長 | オマー・シャリフ       | 小林修 |
| バーバラ・バニスター     | シャーリー・ナイト     | 杉田郁子 |
| シドニー・バックランド   | フレディ・ジョーンズ   | 上田敏也 |
| カーティン宴会部長       | ロイ・キニア           | 今西正男 |
| チャーリー・ブラドック   | デヴィッド・ヘミングス | 徳丸完 |
| ジョン・マクロード警視   | アンソニー・ホプキンス | 阪脩 |
| ニコラス・ポーター専務   | イアン・ホルム         | 矢田耕司 |
| 不明 その他              |                        | 幹本雄之 村松康雄 加藤正之 好村俊子 小滝進 嶋俊介 長堀芳夫 広瀬正志 小関一 鈴木れい子 田中幸四郎 加川三起 小林由利 金尾哲夫 小比類巻孝一 中村秀利 小幡誠一 池田真 渕崎ゆり子 |
|                          |                        | |
| 演出                     | 演出                   | 小林守夫 |
| 翻訳                     | 翻訳                   | 木原たけし |
| 効果                     | 効果                   | 遠藤堯雄 桜井俊哉 |
| 調整                     |                        | |
| 制作                     | 制作                   | 東北新社 |
| 解説                     | 解説                   | 荻昌弘 |
| 初回放送                 | 初回放送               | 1980年11月24日 『月曜ロードショー』 |

※日本語吹替はハピネットから2021年5月7日に発売の「吹替シネマ2021 HDリマスター版BD」に収録。(正味約97分)

## スタッフ
- 特殊効果：ジョン・リチャードソン
- 製作総指揮：デヴィッド・V・ピッカー（英語版）
- 監督：リチャード・レスター

## 「赤か? 青か?」
本映画のクライマックスでは、主人公が爆弾を処理する最終段階で赤のリード線と青のリード線が残され、一方のリード線を切断すると無力化出来るがもう一方のリード線は切るとブービートラップで爆発するため、どちらか一方のみを切断する選択を迫られる。また本作では捕えられた犯人による切断するほうのリード線の証言も与えられ、その証言が真か偽かという判断も加わる。
パソコンゲーム『ノスタルジア1907』（1991年、シュールド・ウェーブ）製作者の四井浩一は、本映画の名前を挙げて赤か青のコードを切るクライマックスや、爆弾を解体中にしゃれた台詞をつぶやくのを面白く感じたことをインタビューで答えている。